# The Great Escape II: The Untold Story
The Great Escape II: The Untold Story (en España, La gran evasión II: la historia jamás contada; en Hispanoamérica, El gran escape II: la historia no contada) es una película dramática y de acción estadounidense de 1988 hecha para televisión, dirigida por Paul Wendkos y Jud Taylor, y protagonizada por Christopher Reeve, Judd Hirsch, Anthony Denison, Ian McShane, Charles Haid y Donald Pleasence. Es una secuela alternativa de la película The Great Escape, de 1963.

## Sinopsis
Episodio 1 (primera parte): Los prisioneros en Stalag Luft III planean su escape del campamento. Después de su escape, 50 de los 76 fugitivos son capturados y asesinados por la Gestapo. El mayor John Dodge es liberado en Suiza.
Episodio 2 (segunda parte): Después de la guerra, Dodge lidera un grupo de trabajo especial para regresar a Alemania y perseguir a los culpables responsables de los asesinatos.

## Reparto
- Christopher Reeve como Mayor John Dodge
- Judd Hirsch como el capitán David Matthews
- Anthony Denison como el teniente Mike Corey
- Ian McShane como Líder del Escuadrón Roger Bushell
- Charles Haid como Sargento MacKenzie
- Donald Pleasence como Dr. Absalón
- Michael Nader como Burchardt
- Mijou Kovacs como Marie-Chantal Dubers
- Derek De Lint como Dr. Thost
- Andrew Bicknell como "Wings Day"
- Karlheinz Lemken como Herr Schmidt
- Ron Donachie como Al Hake
- Peter Dennis como Capitán del Grupo Herbert Massey
- Geoffrey Beevers como Jim Kitteridge
- Christopher Neame como Kiowski
- Dominic Gould como Jules
- Brian Pettifer como Thomas "Kirby-Green"
- Ian Redford como Willie
- Bill Wallis como Schatz
- Ludwig Haas como Adolf Hitler
- Ronald Lacey como Winston Churchill
- Grünberg Klaus como Erich Zacharias
- Vladán ivkovic como Director de la prisión de Pankrac (no acreditado)[1]

## Producción
La película fue realizada inicialmente como una miniserie de dos episodios, estrenados en NBC el 6 y 7 de noviembre de 1988 respectivamente. Jud Taylor, quien dirigió el segundo episodio, había participado en la película original de 1963 interpretando al teniente Goff. Por su parte, Donald Pleasence, quien interpreta al dr. Absalon, había también formado parte del elenco de la primera película, como el teniente Colin Blythe, el falsificador.
The Great Escape II: The Untold Story no es una genuina secuela, ya que dramatiza el escape en sí, como la película original, pero sobre todo mediante el uso de los nombres reales de los individuos involucrados; la película original los modificó y utilizó personajes compuestos. El asesinato de los prisioneros es más preciso que en el original de 1963, ya que son fusilados individualmente o en parejas, pero otras partes de la película son ficticias. Representa la búsqueda de los responsables del asesinato de los oficiales aliados y los juicios posteriores. La película presenta las hazañas del mayor John Dodge (interpretado por Christopher Reeve), un oficial del Ejército Británico nacido en Estados Unidos y primo de Winston Churchill, y sigue en gran medida su viaje a la libertad después de la fuga. La segunda mitad de la película se basa en la investigación de posguerra sobre el asesinatos de cincuenta de los fugitivos por la Gestapo, dirigida por Dodge y dos estadounidenses ficticios (mientras que, en realidad, fue dirigida por la Subdivisión Especial de Investigación de la Fuerza Aérea).

## Lanzamiento
Para lanzarse en VHS, los productores eliminaron casi una hora y media de la serie para dejar las casi tres horas del corte final.
En septiembre de 2024, Film Chest (empresa de medios privada que se especializa en el archivo, la restauración, la concesión de licencias y la distribución de películas) lanzó El Gran Escape II: La Historia No Contada por primera vez en Blu-Ray, y en diciembre de 2024, Arrow Video lanzó la película en Blu-Ray 4K UHD.

## Premios
La película fue nominada para Mezcla de sonido excepcional para una miniserie o un especial, en los Emmy Awards de 1989.